# Herald Sun Tour de 2019
A 66.ª edição do Herald Sun Tour foi uma carreira de ciclismo de estrada por etapas que se celebrou entre 30 de janeiro e 3 de fevereiro de 2019 na Austrália com início no Circuito de Phillip Island e final na cidade de Melbourne sobre um percurso de 604,1 km.
A carreira fez parte do UCI Oceania Tour de 2019, dentro da categoria UCI 2.1 e foi vencida pelo corredor neerlandês Dylan van Baarle da equipa Sky. O pódio completaram-no o ciclista australiano Nick Schultz da Mitchelton-Scott e o ciclista canadiano Michael Woods da EF Education First Pro Cycling.

## Equipas participantes
Tomaram parte na carreira 13 equipas, dos quais 4 foram de categoria UCI WorldTeam 8 de categoria Profissional Continental e uma equipa ciclista nacional patrocinado; 9 de categoria Continental e uma equipa  selecção nacional da Austrália, quem formaram um pelotão de 89 ciclistas dos que terminaram 69. As equipas participantes foram:
| Equipes WorldTeam (4)- Trek-Segafredo - Sky - Mitchelton-Scott - EF Education First Equipes Continentais (8)- Sapura - Oliver's Real Food - EvoPro Racing - Drapac-Cannondale Holistic Development - Pro Racing Sunshine Coast - Futuro Pro Cycling - St George Continental Cycling Team - Team BridgeLane translation for headoftableIII_translate index 39 not found- Korda Mentha Real Estate Australia |
| |

## Percorrido
| Etapa | Data    | Percurso                                                              | type            | Distância (km) | Vencedor             | Líder geral      |
| ----- | ------- | --------------------------------------------------------------------- | --------------- | -------------- | -------------------- | ---------------- |
| 1     | 30 jan. | Phillip Island Grand Prix Circuit – Phillip Island Grand Prix Circuit | etapa plana     | 97,9           | Daniel McLay         | Daniel McLay     |
| 2     | 31 jan. | Wonthaggi – Churchill                                                 | etapa escarpada | 127            | Michael Woods        | Michael Woods    |
| 3     | 1 fev.  | Sale – Warragul                                                       | etapa escarpada | 161,3          | Owain Doull          | Michael Woods    |
| 4     | 2 fev.  | Cape Schanck – Arthurs Seat                                           | média montanha  | 128,8          | Nick Schultz         | Dylan van Baarle |
| 5     | 3 fev.  | Melbourne – Melbourne                                                 | etapa plana     | 89,1           | Kristoffer Halvorsen | Dylan van Baarle |

## Desenvolvimento da carreira

### 1.ª etapa
| Phillip Island Grand Prix Circuit - Phillip Island Grand Prix Circuit | etapa plana | (97,9 km) |

| \| Classificação por etapas \| Classificação por etapas \| Classificação por etapas \| Classificação por etapas \| Classificação por etapas \| \| Ciclista \| Ciclista \| Equipe \| Tempo \| \| \| ------------------------ \| ------------------------ \| -------------------------------------- \| ------------------------ \| ------------------------ \| \| 1. \| Daniel McLay \| EF Education First \| 2h16m58s \| \| \| 2. \| Kristoffer Halvorsen \| Team Sky \| + 0s \| \| \| 3. \| Wouter Wippert \| EvoPro Racing \| + 0s \| \| \| 4. \| Theodore Yates \| Drapac-Cannondale Holistic Development \| + 0s \| \| \| 5. \| Robert Stannard \| Mitchelton-Scott \| + 0s \| \| \| 6. \| Pavel Sivakov \| Team Sky \| + 0s \| \| \| 7. \| Dion Smith \| Mitchelton-Scott \| + 0s \| \| \| 8. \| Tom Scully \| EF Education First \| + 0s \| \| \| 9. \| Lucas Hamilton \| Mitchelton-Scott \| + 0s \| \| \| 10. \| Michael Woods \| EF Education First \| + 0s \| \| |                      |                                        |          |
| |                      |                                        |          |
| Fonte: ProCyclingStats |                      |                                        |          |
| Classificação por etapas |                      |                                        |          |
| Ciclista | Ciclista             | Equipe                                 | Tempo    |
| 1. | Daniel McLay         | EF Education First                     | 2h16m58s |
| 2. | Kristoffer Halvorsen | Team Sky                               | + 0s     |
| 3. | Wouter Wippert       | EvoPro Racing                          | + 0s     |
| 4. | Theodore Yates       | Drapac-Cannondale Holistic Development | + 0s     |
| 5. | Robert Stannard      | Mitchelton-Scott                       | + 0s     |
| 6. | Pavel Sivakov        | Team Sky                               | + 0s     |
| 7. | Dion Smith           | Mitchelton-Scott                       | + 0s     |
| 8. | Tom Scully           | EF Education First                     | + 0s     |
| 9. | Lucas Hamilton       | Mitchelton-Scott                       | + 0s     |
| 10. | Michael Woods        | EF Education First                     | + 0s     |

| \| Classificação geral \| Classificação geral \| Classificação geral \| Classificação geral \| Classificação geral \| \| Ciclista \| Ciclista \| Equipe \| Tempo \| \| \| ------------------- \| -------------------- \| -------------------------------------- \| ------------------- \| ------------------- \| \| 1. \| Daniel McLay \| EF Education First \| 2h16m48s \| \| \| 2. \| Kristoffer Halvorsen \| Team Sky \| + 4s \| \| \| 3. \| Wouter Wippert \| EvoPro Racing \| + 6s \| \| \| 4. \| Ayden Toovey \| Team BridgeLane \| + 8s \| \| \| 5. \| Theodore Yates \| Drapac-Cannondale Holistic Development \| + 10s \| \| \| 6. \| Robert Stannard \| Mitchelton-Scott \| + 10s \| \| \| 7. \| Pavel Sivakov \| Team Sky \| + 10s \| \| \| 8. \| Dion Smith \| Mitchelton-Scott \| + 10s \| \| \| 9. \| Tom Scully \| EF Education First \| + 10s \| \| \| 10. \| Lucas Hamilton \| Mitchelton-Scott \| + 10s \| \| |                      |                                        |          |
| |                      |                                        |          |
| Fonte: ProCyclingStats |                      |                                        |          |
| Classificação geral |                      |                                        |          |
| Ciclista | Ciclista             | Equipe                                 | Tempo    |
| 1. | Daniel McLay         | EF Education First                     | 2h16m48s |
| 2. | Kristoffer Halvorsen | Team Sky                               | + 4s     |
| 3. | Wouter Wippert       | EvoPro Racing                          | + 6s     |
| 4. | Ayden Toovey         | Team BridgeLane                        | + 8s     |
| 5. | Theodore Yates       | Drapac-Cannondale Holistic Development | + 10s    |
| 6. | Robert Stannard      | Mitchelton-Scott                       | + 10s    |
| 7. | Pavel Sivakov        | Team Sky                               | + 10s    |
| 8. | Dion Smith           | Mitchelton-Scott                       | + 10s    |
| 9. | Tom Scully           | EF Education First                     | + 10s    |
| 10. | Lucas Hamilton       | Mitchelton-Scott                       | + 10s    |

### 2.ª etapa
| Wonthaggi - Churchill | etapa escarpada | (127 km) |

| \| Classificação por etapas \| Classificação por etapas \| Classificação por etapas \| Classificação por etapas \| Classificação por etapas \| \| Ciclista \| Ciclista \| Equipe \| Tempo \| \| \| ------------------------ \| ------------------------ \| ------------------------ \| ------------------------ \| ------------------------ \| \| 1. \| Michael Woods \| EF Education First \| 2h55m44s \| \| \| 2. \| Richie Porte \| Trek-Segafredo \| + 0s \| \| \| 3. \| Kenny Elissonde \| Team Sky \| + 17s \| \| \| 4. \| Dylan van Baarle \| Team Sky \| + 19s \| \| \| 5. \| Lucas Hamilton \| Mitchelton-Scott \| + 19s \| \| \| 6. \| Pavel Sivakov \| Team Sky \| + 43s \| \| \| 7. \| Chris Harper \| Team BridgeLane \| + 43s \| \| \| 8. \| Damien Howson \| Mitchelton-Scott \| + 43s \| \| \| 9. \| Nick Schultz \| Mitchelton-Scott \| + 43s \| \| \| 10. \| Robert Stannard \| Mitchelton-Scott \| + 1m54s \| \| |                  |                    |          |
| |                  |                    |          |
| Fonte: ProCyclingStats |                  |                    |          |
| Classificação por etapas |                  |                    |          |
| Ciclista | Ciclista         | Equipe             | Tempo    |
| 1. | Michael Woods    | EF Education First | 2h55m44s |
| 2. | Richie Porte     | Trek-Segafredo     | + 0s     |
| 3. | Kenny Elissonde  | Team Sky           | + 17s    |
| 4. | Dylan van Baarle | Team Sky           | + 19s    |
| 5. | Lucas Hamilton   | Mitchelton-Scott   | + 19s    |
| 6. | Pavel Sivakov    | Team Sky           | + 43s    |
| 7. | Chris Harper     | Team BridgeLane    | + 43s    |
| 8. | Damien Howson    | Mitchelton-Scott   | + 43s    |
| 9. | Nick Schultz     | Mitchelton-Scott   | + 43s    |
| 10. | Robert Stannard  | Mitchelton-Scott   | + 1m54s  |

| \| Classificação geral \| Classificação geral \| Classificação geral \| Classificação geral \| Classificação geral \| \| Ciclista \| Ciclista \| Equipe \| Tempo \| \| \| ------------------- \| ------------------- \| ------------------- \| ------------------- \| ------------------- \| \| 1. \| Michael Woods \| EF Education First \| 5h12m32s \| \| \| 2. \| Richie Porte \| Trek-Segafredo \| + 4s \| \| \| 3. \| Kenny Elissonde \| Team Sky \| + 27s \| \| \| 4. \| Lucas Hamilton \| Mitchelton-Scott \| + 29s \| \| \| 5. \| Dylan van Baarle \| Team Sky \| + 33s \| \| \| 6. \| Pavel Sivakov \| Team Sky \| + 53s \| \| \| 7. \| Chris Harper \| Team BridgeLane \| + 57s \| \| \| 8. \| Damien Howson \| Mitchelton-Scott \| + 57s \| \| \| 9. \| Nick Schultz \| Mitchelton-Scott \| + 57s \| \| \| 10. \| Robert Stannard \| Mitchelton-Scott \| + 2m04s \| \| |                  |                    |          |
| |                  |                    |          |
| Fonte: ProCyclingStats |                  |                    |          |
| Classificação geral |                  |                    |          |
| Ciclista | Ciclista         | Equipe             | Tempo    |
| 1. | Michael Woods    | EF Education First | 5h12m32s |
| 2. | Richie Porte     | Trek-Segafredo     | + 4s     |
| 3. | Kenny Elissonde  | Team Sky           | + 27s    |
| 4. | Lucas Hamilton   | Mitchelton-Scott   | + 29s    |
| 5. | Dylan van Baarle | Team Sky           | + 33s    |
| 6. | Pavel Sivakov    | Team Sky           | + 53s    |
| 7. | Chris Harper     | Team BridgeLane    | + 57s    |
| 8. | Damien Howson    | Mitchelton-Scott   | + 57s    |
| 9. | Nick Schultz     | Mitchelton-Scott   | + 57s    |
| 10. | Robert Stannard  | Mitchelton-Scott   | + 2m04s  |

### 3.ª etapa
| Sale - Warragul | etapa escarpada | (161,3 km) |

| \| Classificação por etapas \| Classificação por etapas \| Classificação por etapas \| Classificação por etapas \| Classificação por etapas \| \| Ciclista \| Ciclista \| Equipe \| Tempo \| \| \| ------------------------ \| ------------------------ \| -------------------------------------- \| ------------------------ \| ------------------------ \| \| 1. \| Owain Doull \| Team Sky \| 3h28m47s \| \| \| 2. \| Luke Rowe \| Team Sky \| + 0s \| \| \| 3. \| Liam White \| Drapac-Cannondale Holistic Development \| + 29s \| \| \| 4. \| Luke Mudgway \| EvoPro Racing \| + 36s \| \| \| 5. \| Ryan Cavanagh \| St George Continental Cycling Team \| + 36s \| \| \| 6. \| Conor Murtagh \| Oliver's Real Food Racing \| + 36s \| \| \| 7. \| Neil Van der Ploeg \| Team BridgeLane \| + 39s \| \| \| 8. \| William Clarke \| Trek-Segafredo \| + 39s \| \| \| 9. \| Nathan Elliott \| Korda Mentha Real Estate Australia \| + 42s \| \| |                    |                                        |          |
| |                    |                                        |          |
| Fonte: ProCyclingStats |                    |                                        |          |
| Classificação por etapas |                    |                                        |          |
| Ciclista | Ciclista           | Equipe                                 | Tempo    |
| 1. | Owain Doull        | Team Sky                               | 3h28m47s |
| 2. | Luke Rowe          | Team Sky                               | + 0s     |
| 3. | Liam White         | Drapac-Cannondale Holistic Development | + 29s    |
| 4. | Luke Mudgway       | EvoPro Racing                          | + 36s    |
| 5. | Ryan Cavanagh      | St George Continental Cycling Team     | + 36s    |
| 6. | Conor Murtagh      | Oliver's Real Food Racing              | + 36s    |
| 7. | Neil Van der Ploeg | Team BridgeLane                        | + 39s    |
| 8. | William Clarke     | Trek-Segafredo                         | + 39s    |
| 9. | Nathan Elliott     | Korda Mentha Real Estate Australia     | + 42s    |

| \| Classificação geral \| Classificação geral \| Classificação geral \| Classificação geral \| Classificação geral \| \| Ciclista \| Ciclista \| Equipe \| Tempo \| \| \| ------------------- \| ------------------- \| ------------------- \| ------------------- \| ------------------- \| \| 1. \| Michael Woods \| EF Education First \| 8h42m38s \| \| \| 2. \| Richie Porte \| Trek-Segafredo \| + 4s \| \| \| 3. \| Kenny Elissonde \| Team Sky \| + 27s \| \| \| 4. \| Lucas Hamilton \| Mitchelton-Scott \| + 29s \| \| \| 5. \| Dylan van Baarle \| Team Sky \| + 31s \| \| \| 6. \| Pavel Sivakov \| Team Sky \| + 53s \| \| \| 7. \| Chris Harper \| Team BridgeLane \| + 54s \| \| \| 8. \| Damien Howson \| Mitchelton-Scott \| + 57s \| \| \| 9. \| Nick Schultz \| Mitchelton-Scott \| + 57s \| \| \| 10. \| Robert Stannard \| Mitchelton-Scott \| + 2m04s \| \| |                  |                    |          |
| |                  |                    |          |
| Fonte: ProCyclingStats |                  |                    |          |
| Classificação geral |                  |                    |          |
| Ciclista | Ciclista         | Equipe             | Tempo    |
| 1. | Michael Woods    | EF Education First | 8h42m38s |
| 2. | Richie Porte     | Trek-Segafredo     | + 4s     |
| 3. | Kenny Elissonde  | Team Sky           | + 27s    |
| 4. | Lucas Hamilton   | Mitchelton-Scott   | + 29s    |
| 5. | Dylan van Baarle | Team Sky           | + 31s    |
| 6. | Pavel Sivakov    | Team Sky           | + 53s    |
| 7. | Chris Harper     | Team BridgeLane    | + 54s    |
| 8. | Damien Howson    | Mitchelton-Scott   | + 57s    |
| 9. | Nick Schultz     | Mitchelton-Scott   | + 57s    |
| 10. | Robert Stannard  | Mitchelton-Scott   | + 2m04s  |

### 4.ª etapa
| Cape Schanck - Arthurs Seat | média montanha | (128,8 km) |

| \| Classificação por etapas \| Classificação por etapas \| Classificação por etapas \| Classificação por etapas \| Classificação por etapas \| \| Ciclista \| Ciclista \| Equipe \| Tempo \| \| \| ------------------------ \| ------------------------ \| ------------------------- \| ------------------------ \| ------------------------ \| \| 1. \| Nick Schultz \| Mitchelton-Scott \| 2h45m42s \| \| \| 2. \| Dylan van Baarle \| Team Sky \| + 0s \| \| \| 3. \| Chris Harper \| Team BridgeLane \| + 1m45s \| \| \| 4. \| Alistair Donohoe \| Pro Racing Sunshine Coast \| + 2m14s \| \| \| 5. \| Kenny Elissonde \| Team Sky \| + 2m14s \| \| \| 6. \| Michael Woods \| EF Education First \| + 2m14s \| \| \| 7. \| Lucas Hamilton \| Mitchelton-Scott \| + 2m14s \| \| \| 8. \| Richie Porte \| Trek-Segafredo \| + 2m27s \| \| \| 9. \| Dylan Sunderland \| Team BridgeLane \| + 2m39s \| \| \| 10. \| Pavel Sivakov \| Team Sky \| + 2m39s \| \| |                  |                           |          |
| |                  |                           |          |
| Fonte: ProCyclingStats |                  |                           |          |
| Classificação por etapas |                  |                           |          |
| Ciclista | Ciclista         | Equipe                    | Tempo    |
| 1. | Nick Schultz     | Mitchelton-Scott          | 2h45m42s |
| 2. | Dylan van Baarle | Team Sky                  | + 0s     |
| 3. | Chris Harper     | Team BridgeLane           | + 1m45s  |
| 4. | Alistair Donohoe | Pro Racing Sunshine Coast | + 2m14s  |
| 5. | Kenny Elissonde  | Team Sky                  | + 2m14s  |
| 6. | Michael Woods    | EF Education First        | + 2m14s  |
| 7. | Lucas Hamilton   | Mitchelton-Scott          | + 2m14s  |
| 8. | Richie Porte     | Trek-Segafredo            | + 2m27s  |
| 9. | Dylan Sunderland | Team BridgeLane           | + 2m39s  |
| 10. | Pavel Sivakov    | Team Sky                  | + 2m39s  |

| \| Classificação geral \| Classificação geral \| Classificação geral \| Classificação geral \| Classificação geral \| \| Ciclista \| Ciclista \| Equipe \| Tempo \| \| \| ------------------- \| ------------------- \| ------------------- \| ------------------- \| ------------------- \| \| 1. \| Dylan van Baarle \| Team Sky \| 11h28m42s \| \| \| 2. \| Nick Schultz \| Mitchelton-Scott \| + 24s \| \| \| 3. \| Michael Woods \| EF Education First \| + 1m52s \| \| \| 4. \| Richie Porte \| Trek-Segafredo \| + 2m09s \| \| \| 5. \| Chris Harper \| Team BridgeLane \| + 2m13s \| \| \| 6. \| Kenny Elissonde \| Team Sky \| + 2m19s \| \| \| 7. \| Lucas Hamilton \| Mitchelton-Scott \| + 2m21s \| \| \| 8. \| Pavel Sivakov \| Team Sky \| + 3m10s \| \| \| 9. \| Dylan Sunderland \| Team BridgeLane \| + 4m25s \| \| \| 10. \| Damien Howson \| Mitchelton-Scott \| + 4m44s \| \| |                  |                    |           |
| |                  |                    |           |
| Fonte: ProCyclingStats |                  |                    |           |
| Classificação geral |                  |                    |           |
| Ciclista | Ciclista         | Equipe             | Tempo     |
| 1. | Dylan van Baarle | Team Sky           | 11h28m42s |
| 2. | Nick Schultz     | Mitchelton-Scott   | + 24s     |
| 3. | Michael Woods    | EF Education First | + 1m52s   |
| 4. | Richie Porte     | Trek-Segafredo     | + 2m09s   |
| 5. | Chris Harper     | Team BridgeLane    | + 2m13s   |
| 6. | Kenny Elissonde  | Team Sky           | + 2m19s   |
| 7. | Lucas Hamilton   | Mitchelton-Scott   | + 2m21s   |
| 8. | Pavel Sivakov    | Team Sky           | + 3m10s   |
| 9. | Dylan Sunderland | Team BridgeLane    | + 4m25s   |
| 10. | Damien Howson    | Mitchelton-Scott   | + 4m44s   |

### 5.ª etapa
| Melbourne - Melbourne | etapa plana | (89,1 km) |

| \| Classificação por etapas \| Classificação por etapas \| Classificação por etapas \| Classificação por etapas \| Classificação por etapas \| \| Ciclista \| Ciclista \| Equipe \| Tempo \| \| \| ------------------------ \| ------------------------ \| -------------------------------------- \| ------------------------ \| ------------------------ \| \| 1. \| Kristoffer Halvorsen \| Team Sky \| 1h55m56s \| \| \| 2. \| Dion Smith \| Mitchelton-Scott \| + 0s \| \| \| 3. \| Brenton Jones \| Korda Mentha Real Estate Australia \| + 0s \| \| \| 4. \| Alex Frame \| Trek-Segafredo \| + 0s \| \| \| 5. \| Tom Scully \| EF Education First \| + 0s \| \| \| 6. \| Nick Schultz \| Mitchelton-Scott \| + 0s \| \| \| 7. \| Wouter Wippert \| EvoPro Racing \| + 0s \| \| \| 8. \| Michael Woods \| EF Education First \| + 0s \| \| \| 9. \| Dylan van Baarle \| Team Sky \| + 0s \| \| \| 10. \| Theodore Yates \| Drapac-Cannondale Holistic Development \| + 0s \| \| |                      |                                        |          |
| |                      |                                        |          |
| Fonte: ProCyclingStats |                      |                                        |          |
| Classificação por etapas |                      |                                        |          |
| Ciclista | Ciclista             | Equipe                                 | Tempo    |
| 1. | Kristoffer Halvorsen | Team Sky                               | 1h55m56s |
| 2. | Dion Smith           | Mitchelton-Scott                       | + 0s     |
| 3. | Brenton Jones        | Korda Mentha Real Estate Australia     | + 0s     |
| 4. | Alex Frame           | Trek-Segafredo                         | + 0s     |
| 5. | Tom Scully           | EF Education First                     | + 0s     |
| 6. | Nick Schultz         | Mitchelton-Scott                       | + 0s     |
| 7. | Wouter Wippert       | EvoPro Racing                          | + 0s     |
| 8. | Michael Woods        | EF Education First                     | + 0s     |
| 9. | Dylan van Baarle     | Team Sky                               | + 0s     |
| 10. | Theodore Yates       | Drapac-Cannondale Holistic Development | + 0s     |

## Classificações finais
As classificações finalizaram da seguinte forma:

### Classificação geral
| \| Classificação geral \| Classificação geral \| Classificação geral \| Classificação geral \| Classificação geral \| \| Ciclista \| Ciclista \| Equipe \| Tempo \| \| \| ------------------- \| ------------------- \| ------------------- \| ------------------- \| ------------------- \| \| 1. \| Dylan van Baarle \| Team Sky \| 13h24m38s \| \| \| 2. \| Nick Schultz \| Mitchelton-Scott \| + 24s \| \| \| 3. \| Michael Woods \| EF Education First \| + 1m52s \| \| \| 4. \| Chris Harper \| Team BridgeLane \| + 2m13s \| \| \| 5. \| Richie Porte \| Trek-Segafredo \| + 2m13s \| \| \| 6. \| Lucas Hamilton \| Mitchelton-Scott \| + 2m25s \| \| \| 7. \| Kenny Elissonde \| Team Sky \| + 2m30s \| \| \| 8. \| Pavel Sivakov \| Team Sky \| + 3m21s \| \| \| 9. \| Dylan Sunderland \| Team BridgeLane \| + 4m29s \| \| \| 10. \| Damien Howson \| Mitchelton-Scott \| + 4m55s \| \| |                  |                    |           |
| |                  |                    |           |
| Fonte: ProCyclingStats |                  |                    |           |
| Classificação geral |                  |                    |           |
| Ciclista | Ciclista         | Equipe             | Tempo     |
| 1. | Dylan van Baarle | Team Sky           | 13h24m38s |
| 2. | Nick Schultz     | Mitchelton-Scott   | + 24s     |
| 3. | Michael Woods    | EF Education First | + 1m52s   |
| 4. | Chris Harper     | Team BridgeLane    | + 2m13s   |
| 5. | Richie Porte     | Trek-Segafredo     | + 2m13s   |
| 6. | Lucas Hamilton   | Mitchelton-Scott   | + 2m25s   |
| 7. | Kenny Elissonde  | Team Sky           | + 2m30s   |
| 8. | Pavel Sivakov    | Team Sky           | + 3m21s   |
| 9. | Dylan Sunderland | Team BridgeLane    | + 4m29s   |
| 10. | Damien Howson    | Mitchelton-Scott   | + 4m55s   |

### Classificação da montanha
| Classificação da montanha | Classificação da montanha | Classificação da montanha | Classificação da montanha | Classificação da montanha |
| Ciclista                  | Ciclista                  | Equipe                    | Pontos                    |                           |
| ------------------------- | ------------------------- | ------------------------- | ------------------------- | ------------------------- |
| 1.                        | Christian Knees           | Team Sky                  | 48 pts                    |                           |
| 2.                        | Nick Schultz              | Mitchelton-Scott          | 48 pts                    |                           |
| 3.                        | Dylan van Baarle          | Team Sky                  | 44 pts                    |                           |
| 4.                        | Michael Woods             | EF Education First        | 24 pts                    |                           |
| 5.                        | Richie Porte              | Trek-Segafredo            | 16 pts                    |                           |

### Classificação dos jovens
| Classificação dos jovens | Classificação dos jovens | Classificação dos jovens           | Classificação dos jovens | Classificação dos jovens |
| Ciclista                 | Ciclista                 | Equipe                             | Tempo                    |                          |
| ------------------------ | ------------------------ | ---------------------------------- | ------------------------ | ------------------------ |
| 1.                       | Pavel Sivakov            | Team Sky                           | 13h27m59s                |                          |
| 2.                       | Samuel Jenner            | Korda Mentha Real Estate Australia | + 1m50s                  |                          |
| 3.                       | Nicholas White           | Team BridgeLane                    | + 2m28s                  |                          |
| 4.                       | Robert Stannard          | Mitchelton-Scott                   | + 14m37s                 |                          |
| 5.                       | Sebastian Presley        | Oliver's Real Food Racing          | + 16m28s                 |                          |

### Classificação por equipas
| Classificação por equipes | Classificação por equipes | Classificação por equipes | Classificação por equipes |
| Equipe                    | Equipe                    | Tempo                     |                           |
| ------------------------- | ------------------------- | ------------------------- | ------------------------- |
| 1.                        | Sky                       | 40h16m52s                 |                           |
| 2.                        | Mitchelton-Scott          | + 4m38s                   |                           |
| 3.                        | Team BridgeLane           | + 9m00s                   |                           |
| 4.                        | Trek-Segafredo            | + 15m09s                  |                           |
| 5.                        | Sapura                    | + 32m51s                  |                           |

## Evolução das classificações
| Etapa                 | Vencedor              | Classificação geral | Classificação por pontos | Classificação da montanha | Classificação dos jovens | Classificação por equipas |
| --------------------- | --------------------- | ------------------- | ------------------------ | ------------------------- | ------------------------ | ------------------------- |
| 1.ª                   | Daniel McLay          | Daniel McLay        | Ayden Toovey             | não outorgado             | Robert Stannard          | EF Education First        |
| 2.ª                   | Michael Woods         | Michael Woods       | Ayden Toovey             | Michael Woods             | Pavel Sivakov            | Sky                       |
| 3.ª                   | Owain Doull           | Michael Woods       | Ayden Toovey             | Michael Woods             | Pavel Sivakov            | Sky                       |
| 4.ª                   | Nick Schultz          | Dylan van Baarle    | Ayden Toovey             | Christian Knees           | Pavel Sivakov            | Sky                       |
| 5.ª                   | Kristoffer Halvorsen  | Dylan van Baarle    | Ayden Toovey             | Christian Knees           | Pavel Sivakov            | Sky                       |
| Classificações finais | Classificações finais | Dylan van Baarle    | Ayden Toovey             | Christian Knees           | Pavel Sivakov            | Sky                       |

## UCI World Ranking
O Herald Sun Tour outorgou pontos para o UCI World Ranking para corredores das equipas nas categorias UCI WorldTeam, Profissional Continental e Equipas Continentais. As seguintes tabelas mostram o barómetro de pontuação e os 10 corredores que obtiveram mais pontos:
| Posição             | 1.º | 2.º | 3.º | 4.º | 5.º | 6.º | 7.º | 8.º | 9.º | 10.º | 11.º | 12.º | 13.º-15.º | 16.º-25.º |
| Classificação geral | 125 | 85  | 70  | 60  | 50  | 40  | 35  | 30  | 25  | 20   | 15   | 10   | 5         | 3         |
| Por etapa           | 14  | 5   | 3   |     |     |     |     |     |     |      |      |      |           |           |
| Líder               | 3   |     |     |     |     |     |     |     |     |      |      |      |           |           |

| Classificação |                  |                    |       |       |       |       |
| Posição       | Ciclista         | Equipa             | Geral | Etapa | Líder | Total |
| ------------- | ---------------- | ------------------ | ----- | ----- | ----- | ----- |
| 1.º           | Dylan van Baarle | Sky                | 125   | 5     | 3     | 133   |
| 2.º           | Nick Schultz     | Mitchelton-Scott   | 85    | 14    | -     | 99    |
| 3.º           | Michael Woods    | EF Education First | 70    | 14    | 6     | 90    |
| 4.º           | Chris Harper     | BridgeLane         | 60    | 3     | -     | 63    |
| 5.º           | Richie Porte     | Trek-Segafredo     | 50    | 5     | -     | 55    |
| 6.º           | Lucas Hamilton   | Mitchelton-Scott   | 40    | -     | -     | 40    |
| 7.º           | Kenny Elissonde  | Sky                | 35    | 3     | -     | 38    |
| 8.º           | Pavel Sivakov    | Sky                | 30    | -     | -     | 30    |
| 9.º           | Dylan Sunderland | BridgeLane         | 25    | -     | -     | 25    |
| 10.º          | Damien Howson    | Mitchelton-Scott   | 20    | -     | -     | 20    |